# Dress to Impress
Dress to Impress est un jeu vidéo d'habillage multijoueur développé pour la plateforme de jeu Roblox et créé par le groupe Dress to Impress. Il est sorti en octobre 2023. À la mi-2024, le jeu était devenu un phénomène viral en ligne, même auprès des joueurs non-Roblox. En tant que l'une des expériences les plus populaires de Roblox, son ascension vers la gloire est en partie due aux streamers de jeux vidéo populaires et à une collaboration avec l'album Brat (2024) de Charli XCX, qui comprenait une mise à jour temporaire substantielle du jeu. Dress to Impress a reçu des éloges considérables de la part des critiques de jeux vidéo.

## Principe
Les joueurs de Dress to Impress s'affrontent dans un lobby en ligne, où ils reçoivent un thème et 6 min pour créer une tenue autour de celui-ci, en choisissant jusqu'à 18 articles vestimentaires dans une grande pièce, ainsi qu'en concevant leur modèle, y compris en choisissant leur maquillage, leur teint et la couleur de leurs ongles,. Les couleurs des accessoires et des vêtements peuvent également être modifiées. Lorsque le temps est écoulé, les joueurs descendent sur un podium pour montrer leurs tenues aux autres joueurs, qui attribuent à chaque look une note d'une à cinq étoiles. Les joueurs peuvent également choisir de jouer en duo, en affichant leur tenue en paire avec un autre joueur. Les joueurs sont ensuite classés par ordre décroissant du nombre d'étoiles au nombre d'étoiles le plus faible, les trois meilleurs joueurs apparaissant sur un podium à la fin du tour. Les joueurs ont également des rangs personnels qui vont jusqu'à « Top Model » en fonction de leur classement au fil des tours. Un mode de jeu libre dans lequel les joueurs peuvent créer des tenues sans limite de temps ni d'autres concurrents est également disponible.
En 2024, les vêtements du jeu s'inspirent de styles de mode réels tels que boho-chic, preppy, Lolita, Harajuku et streetwear. Les thèmes du jeu comprennent également des styles de mode, l'esthétique d'internet et des sujets tels que « retour à l'école », « maximaliste/minimaliste », « fête costumée », « gothique du centre commercial », « an 2000 », « formel » et « pochette d'album »[source secondaire souhaitée]. Les utilisateurs peuvent débloquer des articles supplémentaires dans le jeu en les achetant avec la monnaie du jeu ou des Robux, la monnaie virtuelle de Roblox, ou en entrant des codes à durée limité.

## Développement
Dress to Impress a été développé par une utilisatrice de Roblox connue sous le nom de Gigi, qui a déclaré avoir commencé à développer le jeu à 14 ans et avoir 17 ans en 2024,. L'histoire du jeu, y compris l'histoire de la prothésiste ongulaire du jeu, Lana, est en grande partie écrite par un utilisateur nommé M0t0Princess. Il est officiellement sorti sur Roblox le 11 novembre 2023. Il est rapidement devenu l'un des jeux, ou « expériences », les plus rapides à atteindre un milliard de visites sur la plateforme.
Au début du mois d'août 2024, les utilisateurs ont pu collecter des « Shines », des objets à collectionner qui faisaient partie de l'événement « The Games » de Roblox, dans Dress to Impress.1[source secondaire souhaitée] Plus tard dans le mois, il a été annoncé sur le compte Twitter de Dress to Impress qu'une collaboration avec Charli XCX, qui ajouterait des objets en jeu, des emotes et des motifs basés sur son album Brat de 2024, commencerait ce mois-là[source secondaire souhaitée]. La mise à jour a également ajouté huit nouveaux thèmes[source secondaire souhaitée]. La collaboration a permis au jeu d'avoir plus de 651 000 joueurs simultanés peu de temps après sa sortie, son plus grand nombre en 2024[source secondaire souhaitée]. Le 19 octobre 2024, la mise à jour Halloween a été publiée, puis quelques minutes après la sortie de la mise à jour, Dress to Impress a atteint 1,1 million de joueurs simultanés et a eu le plus grand nombre de joueurs dans tout Roblox pendant quelques minutes[source secondaire souhaitée].
Fin septembre 2024, la créatrice d'It Girl, Sara, a accusé Gigi sur Twitter d'avoir fait des commentaires grossophobes à son sujet et de vouloir l'accuser à tort de viol et faire retirer It Girl sur la base du Digital Millennium Copyright Act (DMCA). Peu de temps après, un autre développeur Roblox a rapidement accusé Gigi d'avoir fait des commentaires racistes et d'être impliqué dans un serveur Discord dans lequel des utilisateurs mineurs partageaient des images nues d'eux-mêmes. Gigi a rapidement répondu dans un document Google publié sur Twitter, s'excusant d'avoir plaisanté sur le fait d'accuser faussement Sara de viol tout en niant les allégations de grossophobie, de racisme et de partage de photos nues de mineurs,.

## Réception
Kelsey Raynor de VG247 a écrit que Dress to Impress était « sacrément bon » et « étonnamment compétitif ». Ana Diaz, pour Polygon, a écrit que « la partie la plus cool » de Dress to Impress était qu'il « offre aux jeunes un endroit pour jouer avec de nouveaux types de looks », le qualifiant de « lieu sauvage où une diversité de goûts se joue en temps réel chaque jour avec des milliers de joueurs ». Pour Eurogamer, Emma Kent a salué Dress to Impress comme ayant une « idée simple mais brillante » dont « l'ingrédient secret » était son « côté bizarre » — sa possibilité pour les joueurs d'équiper plus de 18 éléments à la fois malgré un potentiel clipping, son interface utilisateur « délicate » et ses animations de pose « absurdes » — qui, selon elle, donnaient aux joueurs « une énorme flexibilité » lors de la création de looks. Madison Beer a déclaré en août 2024 que jouer au jeu était « guérisseur » pour elle.
Alexandria Lopez de The Mary Sue a attribué la popularité du jeu parmi les streamers en direct à ses « avatars d'hommes et de femmes ressemblant à des mannequins », à son « aspect compétitif » et au sentiment d'accomplissement que procure la victoire, ainsi qu'au fait qu'il « puise dans la même satisfaction que la fast fashion ». Pour le New York Times, Jessica Roy a écrit que le succès du jeu était dû à sa capacité à être joué sur n'importe quel ordinateur ou téléphone et à son « modèle hautement personnalisable » qui le différencie des autres jeux Roblox et « plaît aux obsédés de la mode ». Elle a également attribué à cela la diversification de la tranche d'âge des joueurs sur Roblox. Alyssa Mercante de Kotaku a écrit que le jeu « [s'est] libéré du confinement de Roblox d'une manière jusqu'ici inédite » en « invitant de nouveaux joueurs plus âgés à rejoindre la base de joueurs relativement jeune de [Roblox] », le comparant à « un jeu Bratz des années 2000 ».
Au printemps 2024, Dress to Impress est devenu un mème sur TikTok, où les utilisateurs ont posté des tenues comiques et sur l'émote « pose 28 » du jeu, qui oblige les avatars à pousser leur bassin vers l'avant avec leurs bras derrière eux et que les lycéens américains ont imité dans des vidéos,. La pose 28 est également devenue une autre tendance TikTok en septembre 2024 dans laquelle les utilisateurs prennent la pose tout en montrant leurs tenues réelles.
Dress to Impress est également devenu un choix populaire parmi les streamers de jeux vidéo, notamment la chanteuse Madison Beer, Pokimane, Kai Cenat et CaseOh, en août. Le Youtubeur James Charles a également joué au jeu dans plusieurs de ses vidéos. Divers jeux Roblox avec des concepts similaires à Dress to Impress, notamment It Girl, créé par un développeur nommé Sara, et Slay the Runway, ont également été publiés après Dress to Impress,. En septembre 2024, Dress to Impress comptait régulièrement le plus grand nombre de joueurs simultanés de tous les jeux sur Roblox, avec une moyenne de plus de 250 000, et, selon un porte-parole de Roblox, avait été joué plus de 2,7 milliards de fois,.
Lors des Roblox Innovation Awards 2024, Dress to Impress a remporté les prix du Builderman Choice of Excellence, de la meilleure direction créative et de la meilleure nouvelle expérience.